# Adam Solak
Adam Solak (ur. 14 września 1962) – polski duchowny katolicki, doktor habilitowany nauk humanistycznych, profesor nadzwyczajny Akademii Pedagogiki Specjalnej im. Marii Grzegorzewskiej w Warszawie.

## Życiorys
Po maturze wstąpił do Wyższego Seminarium Duchownego w Tarnowie. W 1987 uzyskał tytuł magistra teologii w Papieskiej Akademii Teologicznej w Krakowie. 24 maja 1987 otrzymał święcenia kapłańskie z rąk bpa Jerzego Ablewicza.
W 1997 obronił doktorat z teologii na Wydziale Teologicznym Akademii Teologii Katolickiej w Warszawie. W 2005 uzyskał stopień doktora habilitowanego nauk humanistycznych w dyscyplinie pedagogika na Wydziale Pedagogiki i Psychologii Uniwersytetu Kazimierza Wielkiego w Bydgoszczy. Pracował jako nauczyciel akademicki w Wyższej Szkole Biznesu i Nauk o Zdrowiu w Łodzi, Uniwersytecie Pedagogicznym im. Komisji Edukacji Narodowej w Krakowie, Instytucie Badań Edukacyjnych, Uniwersytecie Kardynała Stefana Wyszyńskiego w Warszawie oraz Wyższej Szkole Filozoficzno-Pedagogicznej "Ignatianum" w Krakowie. Obecnie jest profesorem nadzwyczajnym w Instytucie Pedagogiki Akademii Pedagogiki Specjalnej im. Marii Grzegorzewskiej w Warszawie.
Jest redaktor naczelnym polsko-ukraińskiego rocznika naukowego "Edukacja Zawodowa i Ustawiczna", członkiem rady naukowej Labor et Educatio w Instytucie Pracy Socjalnej w Krakowie, członkiem rady redakcyjnej czasopisma naukowego "Pedagogika przedszkolna i wczesnoszkolna", społecznym doradcą Rzecznika Praw Dziecka, ekspertem Polskiej Komisji Akredytacyjnej oraz członkiem Zespołu Pedagogiki Pracy przy Komitecie Nauk Pedagogicznych PAN. Został odznaczony godnością Expositorium Canonicale.

## Wybrane publikacje
- O społeczeństwie, wychowaniu i pracy w myśli Kard. Stefana Wyszyńskiego (Warszawa, 2010)
- Prawa dziecka w kontekście wychowawczym (red.) (Tarnów, 2005)
- Wychowanie chrześcijańskie i praca ludzka. Studium współzależności (Warszawa, 2005)[3]

## Odznaczenia i wyróżnienia
- Odznaka Honorowa za Zasługi dla Ochrony Praw Dziecka (2016)[4]